# 香蘭高等学校
香蘭高等学校（こうらんこうとうがっこう、英：Kouran High School）とは、徳島県徳島市北前川町二丁目にある私立高等学校。

## 沿革
- 1903年 - 佐香ハルが東京都神田に私立和洋裁専門女学校を創設。
- 1930年 - 徳島香蘭高等女学校を設置。
- 1944年 - 徳島佐香女子商業学校を設置。
- 1948年 - 徳島佐香学園香蘭高等学校（普通科）を設置。
- 1951年 - 学校法人徳島佐香学園に改称。
- 1974年 - 男女共学に移行。

## 部活動
運動部
- バスケットボール部
- バレーボール部
- 卓球部
- バドミントン部
- テニス部
- サッカー部

文化部
- 音楽部
- 美術部

## 卒業生
- 佐藤カツ - 教育者。四国大学創立者。
- 原ムメ - 教育者。白うめ幼稚園創立者。